# Černčice (ort i Tjeckien, lat 50,34, long 16,10)
Černčice är en ort i Tjeckien. Den ligger i den nordöstra delen av landet, 120 km öster om huvudstaden Prag. Černčice ligger 297 meter över havet och antalet invånare är 449.
Terrängen runt Černčice är platt åt sydväst, men åt nordost är den kuperad.Runt Černčice är det ganska glesbefolkat, med 43 invånare per kvadratkilometer. Närmaste större samhälle är Nové Město nad Metují, 3,6 km öster om Černčice. Trakten runt Černčice består till största delen av jordbruksmark.